# Марк Фульвій Петін
Марк Фульвій Петін (лат. Marcus Fulvius Paetinus, ? —після 299 до н. е.) — політичний, державний та військовий діяч Римської республіки, консул 299 року до н. е.

## Життєпис
Походив з впливового роду Фульвіїв. Син Гнея Фульвія Петіна. Про життя відомо замало. У 299 році до н. е. його обрано консулом разом з Титом Манлієм Торкватом. Продовжив війни проти міста Гаквіум в Умбрії. Згодом захопив й сплюндрував його. Тут розмістив римську колонію Нарнія (сучасне м. Нарні). За це отримав від римського сенату право на тріумф. Подальша доля Марка Фульвія Петіна невідома.